# NGC 3268
NGC 3268 (другие обозначения — ESO 375-45, MCG -6-23-41, AM 1027-350, PGC 30949) — эллиптическая галактика (E2) в созвездии Насос.
Этот объект входит в число перечисленных в оригинальной редакции «Нового общего каталога».
Галактика NGC 3268 входит в состав группы галактик NGC 3223. Помимо NGC 3268 в группу также входят ещё 16 галактик.
Является центральной галактикой скопления Насоса. Газ в скоплении в основном сконцентрирован в NGC 3268.